# Parafia św. Tomasza Apostoła w Tomaszgrodzie
Parafia św. Tomasza Apostoła w Tomaszgrodzie – rzymskokatolicka parafia w Tomaszgrodzie, należąca do dekanatu Równe w diecezji łuckiej.
Parafia została erygowana w 1921 roku przez biskupa Ignacego Dubowskiego.